# 模里西斯異䲁
模里西斯異䲁（學名：Alloblennius anuchalis），為輻鰭魚綱鳚形目䲁科異䲁屬的一種，分布於西印度洋模里西斯及阿曼海域，本魚體延長，呈長橢圓形，頭部有觸鬚，雌魚的臀鰭有深色和淺色相間的條紋；雄魚的臀鰭有一條寬闊的、稍微均勻的深色邊緣條紋，下顎後部無犬齒，體長可達2.4公分，棲息在沿海淺水域，為底棲性魚類，通常躲在洞穴，具領域性，一旦遇危險時以倒游方式躲入小洞穴中，僅露出頭部注視敵人，雌魚產附著性卵，雄魚有護卵行為。